# Liste der Flughäfen und Flugplätze im Königreich der Niederlande

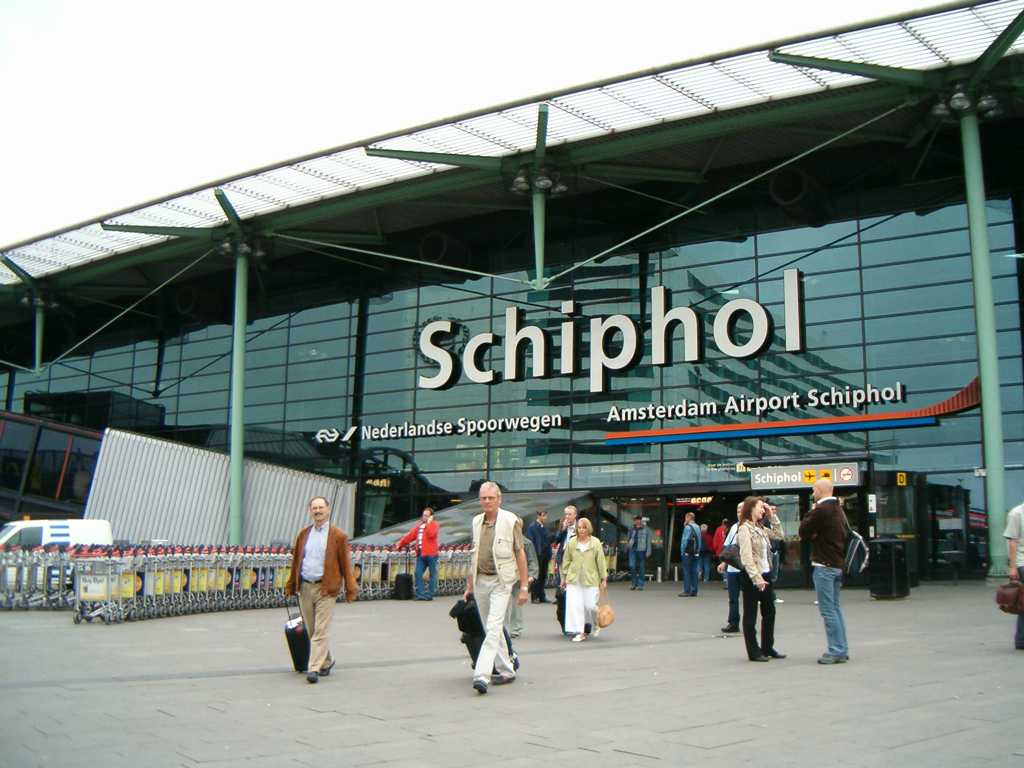
Haupteingang des Flughafens Amsterdam-Schiphol

Dies ist eine  Liste der Flughäfen und Flugplätze im Königreich der Niederlande (Zum Königreich gehören die Niederlande und die karibischen Länder Aruba, Curaçao und Sint Maarten):

## Flughäfen

### Niederlande
| Ort oder Stadt                  | Provinz                         | ICAO-Code                       | IATA-Code                       | Name des Flughafens oder Flugplatzes | Publik                          |
| Zivile Flughäfen und Flugplätze | Zivile Flughäfen und Flugplätze | Zivile Flughäfen und Flugplätze | Zivile Flughäfen und Flugplätze | Zivile Flughäfen und Flugplätze      | Zivile Flughäfen und Flugplätze |
| ------------------------------- | ------------------------------- | ------------------------------- | ------------------------------- | ------------------------------------ | ------------------------------- |
| Ameland / Ballum                | FR                              | EHAL                            |                                 | Flugplatz Ameland                    |                                 |
| Amsterdam / Haarlemmermeer      | NH                              | EHAM                            | AMS                             | Flughafen Amsterdam Schiphol         | Publik                          |
| Arnhem                          | GE                              | EHTL                            |                                 | Flugplatz Terlet                     |                                 |
| Breda / Halderberge             | NB                              | EHSE                            |                                 | Flugplatz Breda                      |                                 |
| Budel                           | NB                              | EHBD                            |                                 | Flugplatz Kempen Budel               |                                 |
| Den Helder                      | NH                              | EHKD                            | DHR                             | Flughafen Den Helder                 |                                 |
| Deventer / Apeldoorn            | GE                              | EHTE                            |                                 | Flugplatz Teuge                      | Publik                          |
| Drachten                        | FR                              | EHDR                            |                                 | Flugplatz Drachten                   |                                 |
| Eindhoven                       | NB                              | EHEH                            | EIN                             | Flughafen Eindhoven                  | Publik                          |
| Enschede / Twente               | OV                              | EHTW                            | ENS                             | Flughafen Enschede                   |                                 |
| Groningen / Eelde               | DR                              | EHGG                            | GRQ                             | Flughafen Groningen                  | Publik                          |
| Hilversum                       | NH                              | EHHV                            |                                 | Flugplatz Hilversum                  |                                 |
| Hoogeveen                       | DR                              | EHHO                            |                                 | Flugplatz Hoogeveen                  |                                 |
| Lelystad                        | FL                              | EHLE                            | LEY                             | Flughafen Lelystad                   |                                 |
| Maastricht / Aachen             | LI                              | EHBK                            | MST                             | Maastricht Aachen Airport            | Publik                          |
| Middelburg                      | ZE                              | EHMZ                            |                                 | Flugplatz Midden-Zeeland             |                                 |
| Middenmeer / Hollands Kroon     | NH                              | EHMM                            |                                 | Flugplatz Middenmeer                 |                                 |
| Oostwold / Oldambt              | GR                              | EHOW                            |                                 | Flugplatz Oostwold                   |                                 |
| Rotterdam                       | ZH                              | EHRD                            | RTM                             | Flughafen Rotterdam                  | Publik                          |
| Stadskanaal                     | GR                              | EHST                            |                                 | Flugplatz Stadskanaal                |                                 |
| Texel                           | NH                              | EHTX                            |                                 | Flugplatz Texel                      |                                 |
| Militärflugplätze               |                                 |                                 |                                 |                                      |                                 |
| Deelen / Arnhem                 | GE                              | EHDL                            |                                 | Militärflugplatz Deelen              |                                 |
| Den Helder                      | NH                              | EHKD                            | DHR                             | Militärflugplatz De Kooy             |                                 |
| Eindhoven                       | NB                              | EHEH                            | EIN                             | Militärflugplatz Eindhoven           |                                 |
| Gilze en Rijen                  | NB                              | EHGR                            | GLZ                             | Militärflugplatz Gilze-Rijen         |                                 |
| Leeuwarden                      | FR                              | EHLW                            | LWR                             | Militärflugplatz Leeuwarden          |                                 |
| Uden                            | NB                              | EHVK                            | UDE                             | Militärflugplatz Volkel              |                                 |
| Woensdrecht                     | NB                              | EHWO                            | WOE                             | Militärflugplatz Woensdrecht         |                                 |
| Heliports                       |                                 |                                 |                                 |                                      |                                 |
| Amsterdam                       | NH                              | EHHA                            |                                 | Heliport Amsterdam                   | Publik                          |
| IJmuiden                        | NH                              | EHYM                            |                                 | Heliport IJmuiden                    |                                 |
| Rotterdam / Maasvlakte          | ZH                              | EHTP                            |                                 | Heliport Maasvlakte                  |                                 |
| Sevenum / Venlo                 | LI                              | EHVE                            |                                 | TrafficPort Venlo                    |                                 |
| Vlieland                        | FR                              | EHVL                            |                                 | Hubschrauberlandeplatz Vlieland      |                                 |

#### Karibische Niederlande
| Stadt      | Insel          | ICAO-Code | IATA-Code | Name des Flughafens            | Publik |
| ---------- | -------------- | --------- | --------- | ------------------------------ | ------ |
| Kralendijk | Bonaire        | TNCB      | BON       | Flamingo International Airport |        |
| The Bottom | Saba           | TNCS      | SAB       | Juancho E. Yrausquin Airport   |        |
| Oranjestad | Sint Eustatius | TNCE      | EUX       | F. D. Roosevelt Airport        |        |

### Aruba
| Stadt      | ICAO-Code | IATA-Code | Name des Flughafens                    | Publik |
| ---------- | --------- | --------- | -------------------------------------- | ------ |
| Oranjestad | TNCA      | AUA       | Aeropuerto Internacional Reina Beatrix |        |

### Curaçao
| Stadt      | ICAO-Code | IATA-Code | Name des Flughafens | Publik |
| ---------- | --------- | --------- | ------------------- | ------ |
| Willemstad | TNCC      | CUR       | Flughafen Curaçao   |        |

### Sint Maarten
| Stadt       | ICAO-Code | IATA-Code | Name des Flughafens                    | Publik |
| ----------- | --------- | --------- | -------------------------------------- | ------ |
| Philipsburg | TNCM      | SXM       | Princess Juliana International Airport |        |